# ماتئوس فرناندز

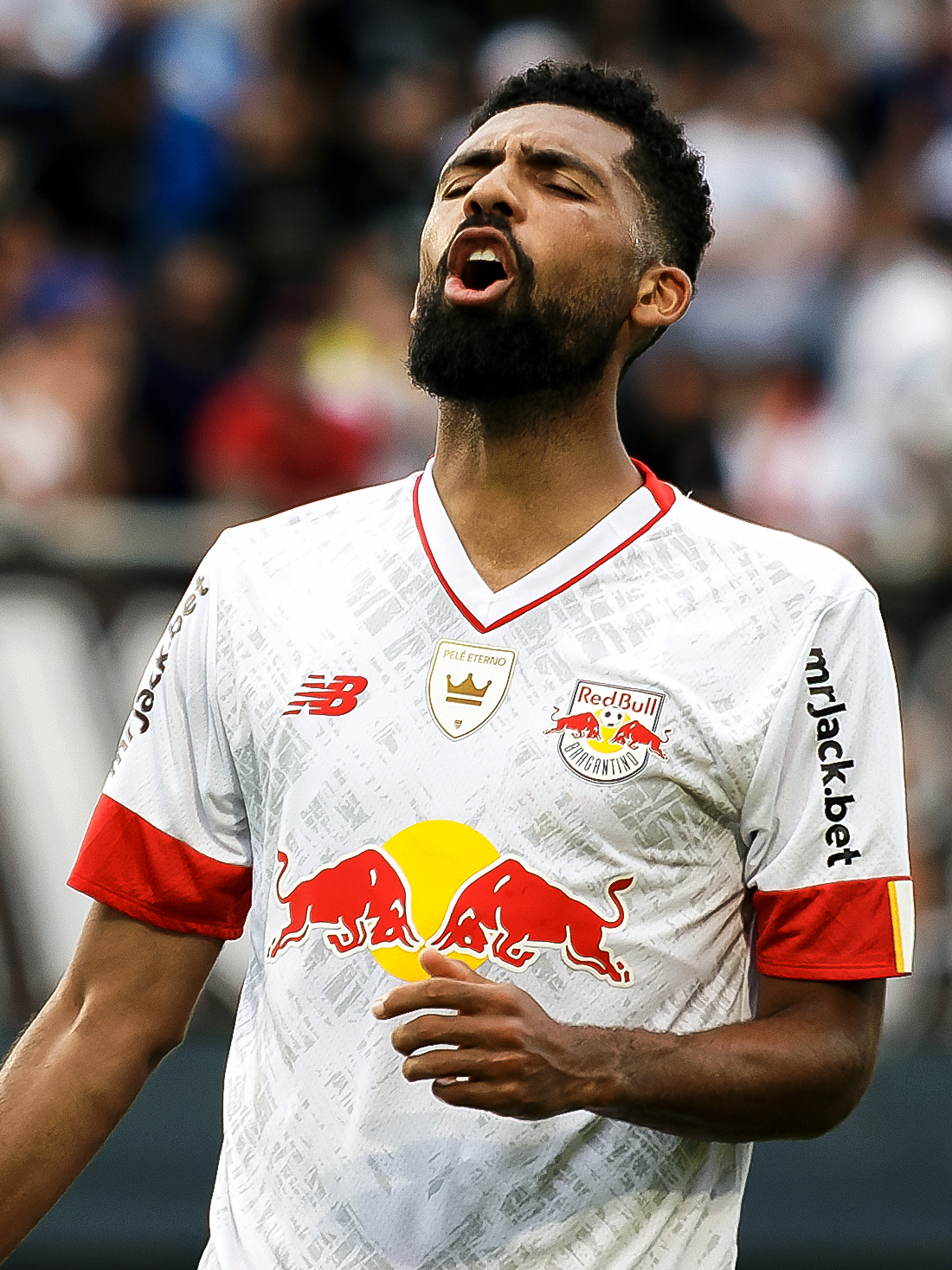
ماتئوس فرناندز - ۲۰۲۳

ماتئوس فرناندز (انگلیسی: Matheus Fernandes؛ زادهٔ ۳۰ ژوئن ۱۹۹۸) بازیکن فوتبال اهل برزیل است که در پست هافبک وسط در باشگاه فوتبال پالمیراس بازی می‌کند.
فرناندز در ایتابورای، ریو دو ژانیرو متولد شد و در باشگاه فوتبال بوتافوگو دوران جوانی بازی می‌کرد.
او در تیم‌های ملی فوتبال زیر ۱۷ سال برزیل و زیر ۲۰ سال برزیل بازی کرده‌است.